# Ivory (曲)
「Ivory」（アイヴォリー）は、Dragon Ashの16枚目のシングル。2006年7月19日発売。発売元はMOB SQUAD。

## 解説
前作から1年ぶりのリリース。ラテン色が強まった一曲。ライブでも定番の曲になっている。ライブでは歌詞の一部を変えて歌われることが多い。2012年発売ベスト・アルバム『LOUD & PEACE』では新バージョンで収録された。
このシングル以降、楽曲にラップが入ることが少なくなった。

## 収録曲
（作詞：Kj　作曲：Dragon Ash）
1. Ivory
2. grief for a while
3. F.C.Fellows

## 収録アルバム
＃1
- 『INDEPENDIENTE』（2007年2月21日）
- 『The Best of Dragon Ash with Changes Vol.2』（2007年9月5日）
- 『LOUD & PEACE』（2012年8月22日）※リメイクバージョン